# Dichagyris erubescens
Dichagyris erubescens är en fjärilsart som beskrevs av Otto Staudinger 1891. Dichagyris erubescens ingår i släktet Dichagyris och familjen nattflyn. Inga underarter finns listade i Catalogue of Life.